# Лощино
Лощино — деревня в Рамешковском районе Тверской области.

## География
Находится в восточной части Тверской области на расстоянии приблизительно 5 км на запад по прямой от районного центра поселка Рамешки.

## История
В 1797 году император Павел I пожаловал деревню Лощино с крестьянами в числе других деревень Селищенской волости генерал-адмиралу Ивану Логиновичу Голенищеву-Кутузову. В этом же году сюда прибыла основная часть карел из Лопских погостов Выборгской губернии, они поступили в крепостные Голенищева-Кутузова. Его наследники впали в долги и разорились. Деревня стала банковским имением. В 1819 году Лощино в числе других деревень была продана с аукциона капитану князю А. А. Голицыну, владельцу села Замытье и окрестных земель. Однако в 1859 году карельская деревня Лощино в банковском владении, в ней 54 двора, в 1887 — 72. В советское время работали колхозы «Комсомолец» и «Трудовик». В 2001 году в деревне 31 дом постоянных жителей и 22 — собственность наследников и дачников. До 2021 входила в сельское поселение Высоково Рамешковского района до их упразднения.

## Население
Численность населения: 340 человек (1859 год), 402 (1887), 209 (1936), 70 (1989), 53 (карелы 74 %) в 2002 году, 56 в 2010.